# До самого конца
«До самого конца» (англ. All the Way) — телевизионный фильм режиссёра Джея Роуча, вышедший на экраны в 2016 году. Лента основана на одноимённой пьесе Роберта Шенккана.

## Сюжет
Лента рассказывает о президентстве Линдона Джонсона с момента убийства Джона Кеннеди до победы на выборах в ноябре 1964 года. В центре повествования находится борьба Джонсона за принятие конгрессом и сенатом Акта о гражданских правах, который должен значительно расширить права чернокожего населения. В этом процессе приходится идти на ряд уступок и компромиссов, что не всегда находит понимание у лидеров Движения за гражданские права.

## В ролях
- Брайан Крэнстон — президент Линдон Б. Джонсон
- Энтони Маки — Мартин Лютер Кинг
- Мелисса Лео — первая леди Леди Бёрд Джонсон
- Фрэнк Ланджелла — сенатор Ричард Рассел мл.
- Брэдли Уитфорд — сенатор Хьюберт Хамфри
- Стивен Рут — Дж. Эдгар Гувер
- Тодд Уикс — Уолтер Дженкинс
- Рэй Уайз — сенатор Эверетт Дирксен
- Кен Дженкинс — конгрессмен Говард В. «Судья» Смит
- Дон Норвуд — Ральф Абернати
- Мо Макрэй — Стоукли Кармайкл
- Марк Ричардсон — Боб Мозес
- Аиша Хиндс — Фэнни Лу Хэймер
- Джо Мортон — Рой Уилкинс
- Эрик Памфри — Дэвид Деннис
- Тим Тру — Дик Делоуч
- Спенсер Гарретт — Уолтер Рутер
- Нед Ван Зандт — сенатор Дж. Уильям Фулбрайт
- Брюс Нозик — Стэнли Левисон

## Награды и номинации
- 2016 — 8 номинаций на премию «Эмми»: лучший телефильм, лучшая режиссура мини-сериала или телефильма (Джей Роуч), лучший актёр в мини-сериале или телефильме (Брайан Крэнстон), лучшая актриса второго плана в мини-сериале или телефильме (Мелисса Лео), лучшая музыка для мини-сериала или телефильма, лучший грим в мини-сериале или телефильме, лучшие причёски в мини-сериале или телефильме, лучший накладной грим в мини-сериале или телефильме.
- 2016 — 4 номинации на премию «Выбор телевизионных критиков»: лучший телефильм или мини-сериал, лучший актёр в мини-сериале или телефильме (Брайан Крэнстон), лучший актёр второго плана в мини-сериале или телефильме (Фрэнк Ланджелла), лучшая актриса второго плана в мини-сериале или телефильме (Мелисса Лео).
- 2016 — две номинации на премию Ассоциации телевизионных критиков: лучший телефильм или мини-сериал, лучшее индивидуальное достижение в драме (Брайан Крэнстон).
- 2017 — номинация на премию «Золотой глобус» за лучшую мужскую роль в мини-сериале или телефильме (Брайан Крэнстон).
- 2017 — премия Гильдии киноактёров США за лучшую мужскую роль в мини-сериале или телефильме (Брайан Крэнстон).
- 2017 — премия «Спутник» за лучшую мужскую роль в мини-сериале или телефильме (Брайан Крэнстон), а также две номинации: лучший телефильм или мини-сериал, лучшая актриса в мини-сериале или телефильме (Мелисса Лео).
- 2017 — премия Американской ассоциации монтажёров за лучший монтаж мини-сериала или телефильма (Кэрол Литтлтон).
- 2017 — номинация на премию Американского общества кинооператоров за лучшую операторскую работу в мини-сериале или телефильме (Джим Дено).
- 2017 — номинация на премию Гильдии режиссёров США за лучшую режиссуру мини-сериала или телефильма (Джей Роуч).